# Äijäperäjärvi

Äijäperäjärvi är två mindre sjöar på vänstra sidan om Kaitumälven några kilometer ovanför dess utflöde i Kalixälven:
- Äijäperäjärvi (Gällivare socken, Lappland, 749629-172074), sjö i Gällivare kommun, 67°28′43″N 20°58′19″Ö / 67.4785°N 20.9719°Ö
- Äijäperäjärvi (Gällivare socken, Lappland, 749652-172115), sjö i Gällivare kommun, 67°28′54″N 20°58′40″Ö / 67.4816°N 20.9777°Ö (10,7 ha)